# Едуард Хајне
Хајнрих Едуард Хајне (Берлин, 16. март 1821 — Хале, 21. октобар 1881) је био немачки математичар.
Рођен је у Берлину и постао је познат по резултатима везаним за специјалне функције, као и за реалну анализу. Умро је у Халеу.